# Aeroportul In Salah
Aeroportul In Salah (IATA: INZ, ICAO: DAUI) este un aeroport din Algeria ce deservește zona In Salah. Aeroportul a fost tranzitat în 2017 de 33.867 de pasageri. A fost numit după zona deservită.
Situat la o altitudine de 273 m, aeroportul dispune de o singură pistă.